# Kostel svatého Václava (Vysoká)
Římskokatolický farní kostel svatého Václava ve Vysoké je pozdně barokní sakrální stavba nacházející se v centru obce u křižovatek tří místních silnic vedoucí do Střednice, obce Kokořín a do Kokořínského údolí. Kostel je vzhledem k výšce své věže těžko přehlédnutelný a je viditelný již zdaleka. Od roku 1966 je chráněn jako kulturní památka.

## Historie

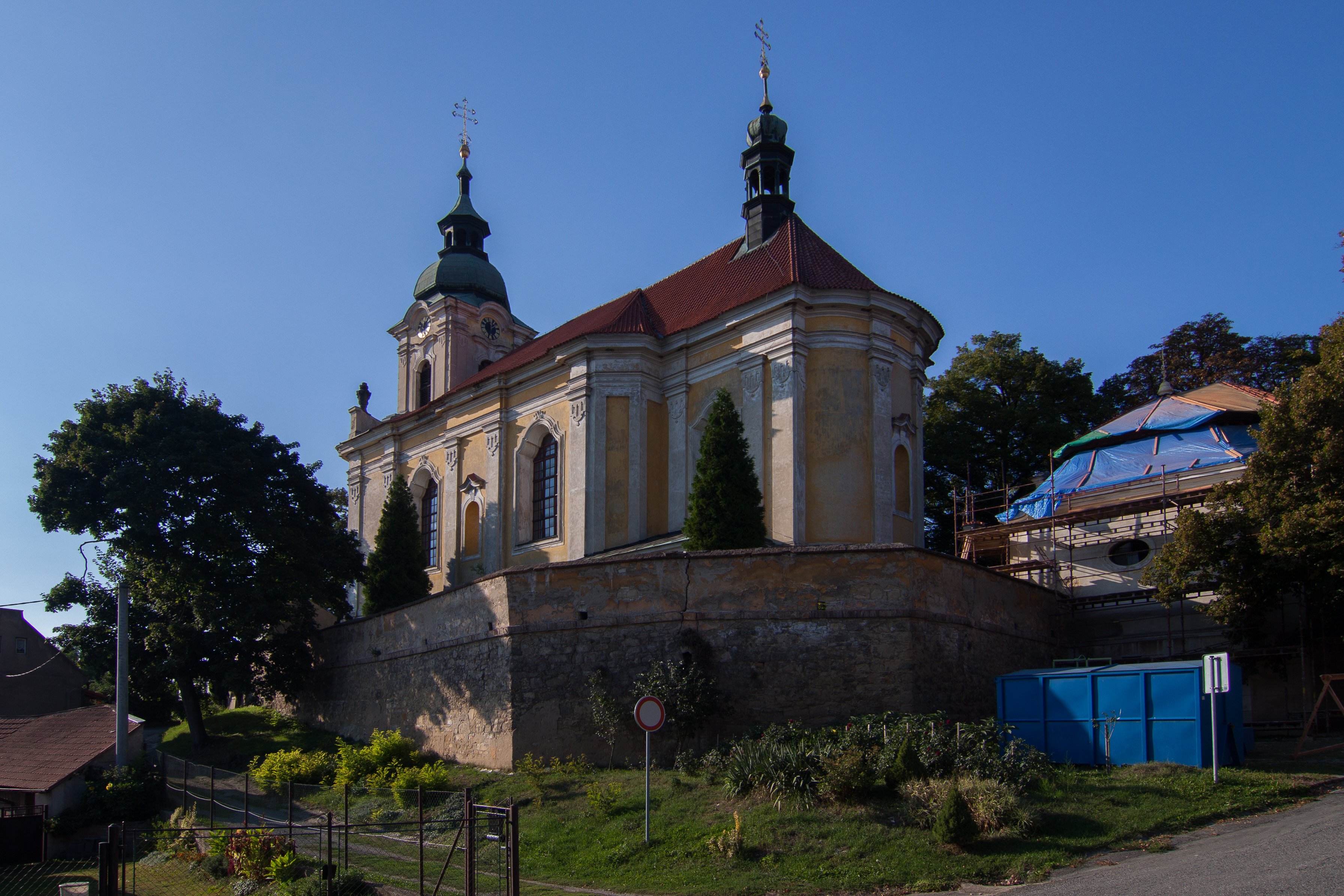
Kostel sv. Václava ve Vysoké z pohledu od závěru

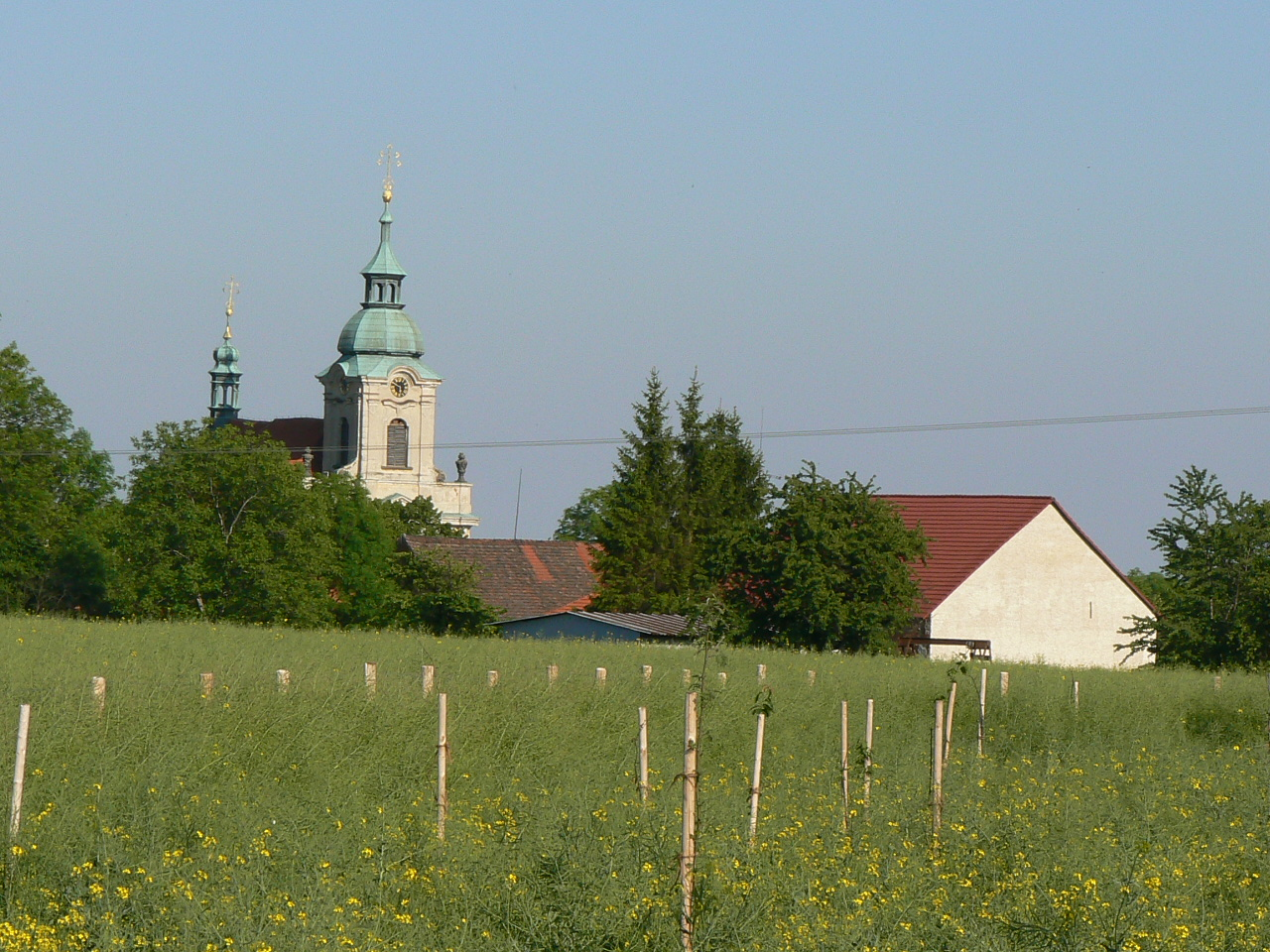
Věže kostela ve Vysoké

Na stejném místě, kde stojí dnešní kostel, stával farní kostel, který je na základě písemného údaje, datován již před rok 1357. Tento kostel byl menší a dřevěný. V roce 1639 byl vydrancován za třicetileté války Švédy. Dnešní kostel v pozdně barokním slohu pochází z let 1752–1753, jeho podobu navrhl arch. Anselmo Lurago.

## Architektura
Jedná se o jednolodní obdélnou stavbu s lodí o dvou klenebních polích, s obdélným segmentově ukončeným presbytářem a s obdélnou sakristií a oratoří po stranách. Západní průčelí ke konvexně vypnuté. Má střední rizalit. Průčelí je ukončeno trojúhelným štítem a hranolovou věží s cibulovou bání. V rizalitu je obdélný portál a polokruhem ukončené okno se zdobnou suprafenestrou. V bočních osách jsou niky se stříškovou římsou. Výška lodi je 16,8 m, což z ní činí nejvyšší chrámovou stavbu v bývalém mělnickém okrese.
Boční fasády lodi jsou členěny čabrakovými pilastry a obdélnými okny s odsazeným polokruhovým záklenkem.
Loď kostela je sklenuta plackou, stejně tak i presbytář, jehož závěr je sklenut konchou. Stěny člení pilastry. Kruchta je konvexně vypnutá, podklenutá lunetovou klenbou. Obdélné portály do sakristie a oratoře mají zdobné suprafenestry se stříškovou římsou.

## Zařízení
Hlavní oltář z červeného mramoru se sochou sv. Václava pochází z kostela sv. Michala ze Starého Města pražského, zrušeného Josefem II. v průběhu církevních reforem. Dřevěná kazatelna, bohatě řezbářsky zdobená, pochází z druhé poloviny 18. století. Nacházejí se na ní reliéfy s biblickou tematikou: sv. Jan Křtitel káže na poušti a Dvanáctiletý Ježíš v chrámě. Na stříšce kazatelny je socha anděla s deskami Desatera Božích přikázání Starého zákona. Kamenná křtitelnice s dřevěným vyřezávaným víkem je ze 2. polovoiny 18. století. Zpovědnice je barokní.

## Zvony
Ve věži byly původně umístěny tři zvony, z nichž nejstarší odlil roku 1537 mistr Tomášek z Litoměřic. Ten je jediný, který ve zvonici zůstal. Má úctyhodné rozměry: je vysoký 87 cm a široký 110 cm. Zvon je zdoben nápisy. Barokní zvon z roku 1663 zachycený ještě Podlahovým soupisem památek se zřejmě stal obětí válečných rekvizicí. V zadní části kostelní lodi je sanktusník s malým zvonkem.

## Okolí kostela
Kolem kostela se dříve rozprostíral hřbitovní areál, z něhož se zachovala barokní hřbitovní kaple Pána Ježíše s márnicí, která má konkávně vyžlabená nároží a mansardovou střechu, která má ve střeše vikýř se segmentovou římsou a oválným oknem. Je zdobená pilastry a lizénovými rámci. Byla postavena současně s kostelem, také podle návrhu A. Luraga. Kostel doplňuje fara postavená údajně z roku 1725. Fara je barokní, patrová, členěná vertikálními pásy rustiky, lizénovými rámci a obdélnými okny.